# South Park: Retaguardia en peligro
South Park: Retaguardia en peligro (en inglés: South Park: The Fractured But Whole) es un videojuego basado en la serie de televisión South Park y una secuela a su anterior videojuego South Park: La Vara de la Verdad. El videojuego fue desarrollado por Ubisoft para PlayStation 4, Xbox One, Nintendo Switch y PC. El videojuego fue anunciado en la E3 2016 con un tráiler del juego. Tras varios retrasos en su fecha de lanzamiento, el juego fue publicado el 17 de octubre de 2017.
Al igual que en sus funciones en el programa de televisión, los creadores de South Park, Trey Parker y Matt Stone, escribieron los guiones para el videojuego, supervisaron el proyecto y proporcionaron las voces de varios personajes.
A diferencia de su antecesor, este videojuego tiene doblaje en español (castellano y latino).

## Trama
Ambientacion
Este juego está basado en los episodios de la serie de televisión : The Coon, Coon 2: Hindsight, Mysterion Rises y Coon vs. Coon and Friends. En este juego se volverá hacer del papel del niño nuevo en el cual se cambiará de ser un Rey a ser un superhéroe y completará misiones para conseguir la recompensa de 100 dólares de un gato junto a los grupos de Coon and Friends y Freedom Pals. Sin embargo, ambos grupos terminarán metiéndose en problemas más grandes que el rescate de un gato, a la vez que el niño nuevo tendrá que lidiar con estos y con descubrir quién es y su lugar en el mundo.
Argumento
Cartman y los otros niños deciden jugar a los superhéroes con el objetivo de lanzar una franquicia de medios de superhéroes al encontrar un gato perdido y reclamar la recompensa de $ 100. El Niño Nuevo se une al juego y Cartman les brinda una trágica historia de fondo; habiendo sido testigo de como "tu papá se follaba a tu mamá", y Cartman aparentemente no se da cuenta de que esto es normal, no un acto de traición.
La búsqueda de los niños descubre una conspiración dirigida por un nuevo capo que se ha unido a la policía; las familias criminales italiana, china y rusa; y los de sexto grado para robar gatos y usar su orina para contaminar drogas y alcohol, haciendo que la gente del pueblo actúe con locura y aumentando la delincuencia, inculpando a la alcaldesa. Coon y sus amigos derrotan al secuaz del capo, el Profesor Caos, y Cartman supone que el autor intelectual es Mitch Conner, un títere tosco dibujado en la mano izquierda de Cartman. El Niño Nuevo y Caos son enviados a infiltrarse en los Freedom Pals para obtener más información, lo que culmina con la cooperación de los dos grupos para acabar con el departamento de policía, que está ayudando a Mitch a convertirse en el nuevo alcalde para que puedan tener menos restricciones en la lucha contra el crimen. Posteriormente, los niños se unen a Freedom Pals después de enterarse de que han desarrollado un plan de franquicia que es más inclusivo y completo que el de Cartman.
Al día siguiente, Mitch secuestra a los padres de Niño Nuevo y destruye el plan de franquicia de Freedom Pals. Los Freedom Pals capturan a Cartman, quien insiste en que no tiene control sobre Mitch y revela que los padres del Niño Nuevo están detenidos en el laboratorio de ingeniería genética del Dr. Mephesto. Allí, los Freedom Pals descubren que Mitch ha estado financiando la creación de un ejército de gatos mutados y estudiantes de sexto grado, que termina desatando sobre los niños. Luchando contra los mutantes, el Nuevo encuentra a sus padres y se ve obligado a matar a uno de ellos para continuar. A la salida, los Freedom Pals son emboscados por un clon mutado del primo de Kyle y Mitch. El Niño Nuevo usa un poderoso pedo para derrotar al clon, que accidentalmente transporta a los Freedom Pals una semana hacia el futuro, donde Mitch es el alcalde.
Con la ayuda de Morgan Freeman, Niño Nuevo aprende a viajar en el tiempo con sus pedos. Viajan al futuro donde Mitch ha completado su plan maestro para hacer que todos los días sean el día de Navidad, provocando una anarquía de borrachos en toda la ciudad, y tienen que luchar contra los Animalitos del Bosque con la ayuda de Santa Claus. Luego viajan al pasado y se enfrentan a Cartman antes de que pueda comenzar el juego de superhéroes. Mitch se revela y golpea al Niño Nuevo, provocando un pedo que los envía de regreso al origen del superhéroe. La interferencia de Cartman y del Nuevo evita que el padre del Nuevo tenga relaciones sexuales con su madre, cambiando el pasado. Los padres revelan su secreto; tienen la capacidad sobrehumana de acumular seguidores en las redes sociales. El gobierno secuestró a los padres para aprovechar sus poderes, tiempo durante el cual se enamoraron y tuvieron al Nuevo. Escaparon para proteger a su hijo y les dieron medicamentos para suprimir sus poderes, causándoles flatulencias extremas.
Conociendo la verdad, el Nuevo viaja en el tiempo con Cartman hasta el día de la investidura de Mitch. Cartman escapa de una confrontación con los Freedom Pals y se prepara para prestar juramento como Mitch. Los Freedom Pals usan las redes sociales para revelar públicamente el complot de Mitch y acusan a Cartman de aumentar el crimen para que Coon tenga más crimen para combatir, dándole una franquicia más grande. Mitch confiesa que estuvo traumatizado de niño porque "alguien se folló a mi papá". La madre de Mitch aparece en la mano derecha de Cartman y revela que fue ella y le pide perdón. Luchan y ambos "mueren", poniendo fin al complot de Mitch, mientras que la gente del pueblo decide obtener drogas limpias y alcohol del pueblo vecino.
Después de los créditos, el Niño Nuevo regresa a casa y descubre que ambos padres están vivos y, liberados del secreto que guardaban, su relación es más feliz. Mientras los padres suben las escaleras para tener sexo, el Profesor Caos lo confronta con la verdad de que no importa cuánto cambien el pasado, "tu papá siempre se habrá follado a tu mamá". Caos le ofrece al Niño Nuevo la oportunidad de tomar un camino alternativo más oscuro.

## Banda sonora
- Theory Of A Deadman - Salt In The Wound/Savages (con Alice Cooper)
- Hollywood Undead - Undead/Let Go!
- Papa Roach - Not That Beautiful/Face Everything And Rise
- Zebrahead - Kings Of The Here And Now/Walk The Plank

## Curiosidades
- Es el tercer juego de South Park en llegar a una plataforma de Nintendo, el primero fue una versión de disparos para la Nintendo 64, y el segundo fue Un juego tipo party para Nintendo 64.